# Boahia
Boahia est une ville située au nord-est de la Côte d'Ivoire, et appartenant au département de Koun-Fao, dans la Région du Zanzan. La localité de Boahia est un chef-lieu de commune et de sous-préfecture .